# 1452
1452 (MCDLII) fue un año bisiesto comenzado en sábado del calendario juliano.

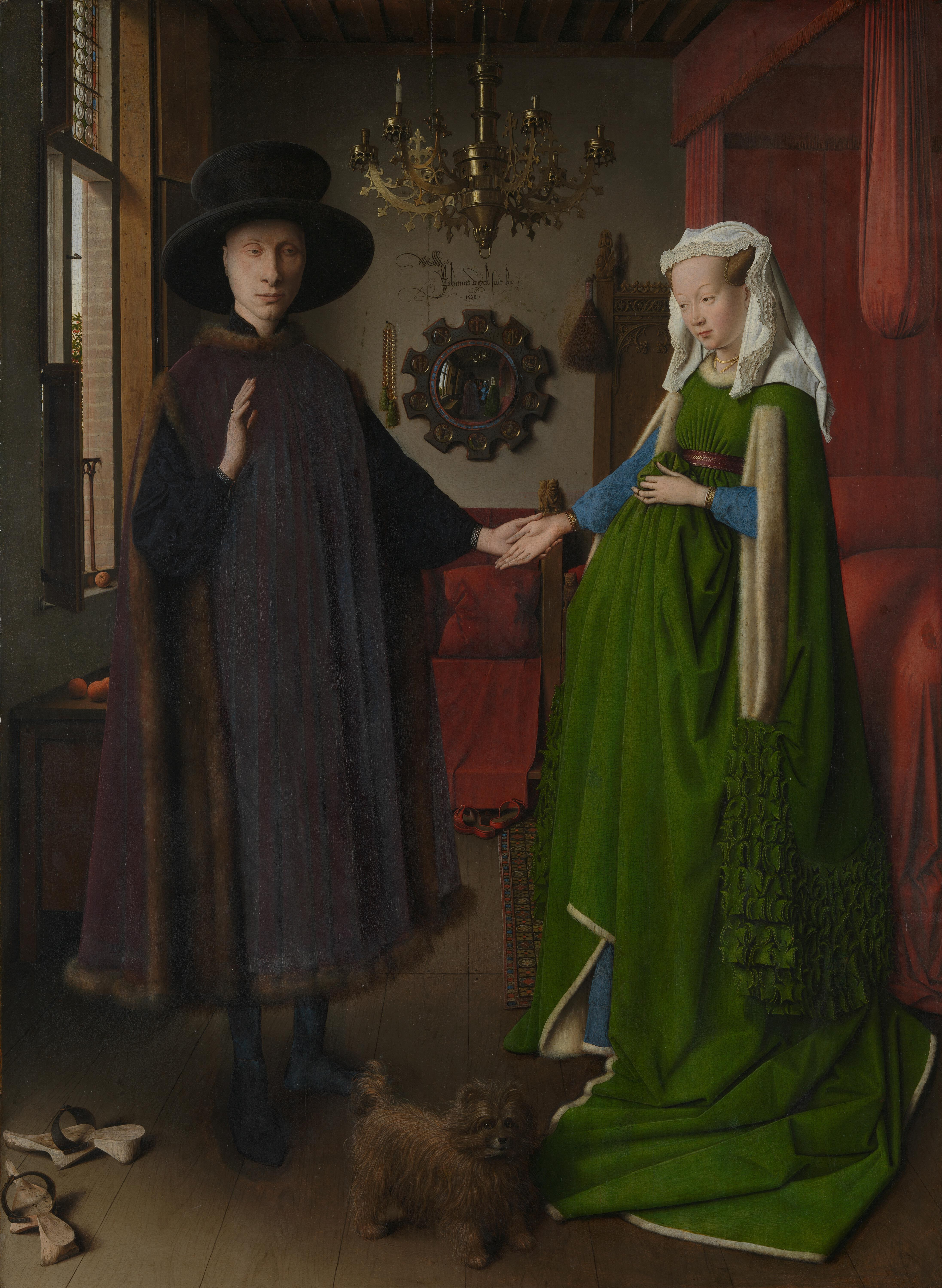
Retrato de Giovanni Arnolfini y su esposa (1434), de Jan van Eyck.

## Acontecimientos
- 19 de Marzo : el papa Nicolás V corona a Federico III como emperador.
- Tropas inglesas bajo el mando de Juan Talbot, primer duque de Shrewsbury desembarca en Aquitania y toma la mayor parte de la provincia sin lucha.
- En la isla Vanuatu (sur del océano Pacífico) erupciona el volcán Kuwae. La erupción lanzó más sulfato que cualquier otro acontecimiento en los últimos 700 años.
- La villa de Saldaña con su castillo, pasa a pertenecer a Íñigo López de Mendoza (marqués de Santillana), y natural de Carrión de los Condes, quien permutó dicha villa por la de Coca (Segovia), perteneciente a Alonso de Fonseca (obispo de Ávila).

## Arte y literatura
- El arquitecto, pintor, escultor, literato, jurista, atleta y filósofo León Battista Alberti (Génova, 1404 - Roma, 1472) presenta al papa Nicolás V el tratado sobre arquitectura De re aedificatoria.

## Nacimientos
- 10 de marzo: Fernando II, rey aragonés (f. 1516).
- 15 de abril: Leonardo da Vinci, artista y científico italiano (f. 1519).
- 27 de julio: Ludovico Sforza, duque milanés (f. 1508).
- 24 de septiembre: Girolamo Savonarola, fraile dominico italiano.
- 10 de diciembre: Johannes Stoeffler, matemático y astrónomo alemán.

- Ricardo III, rey inglés (f. 1485).
- Joana: princesa portuguesa (f. 1490).
- Boabdil: rey del reino nazarí de Granada (f. 1528).

## Fallecimientos
- 10 de febrero: Suitrigaila, príncipe lituano.
- 26 de mayo: Juan Stafford, arzobispo inglés.
- Giovanni di Nicolao Arnolfini, mercader italiano